# Lüliang
Lüliang (xinès simplificat: 吕梁; xinès tradicional: 呂梁; pinyin: Lǚliáng), també escrit com Lvliang o Lyuliang, és una ciutat a nivell de prefectura a la província de Shanxi, a la República Popular de la Xina. Limita amb la província de Shaanxi a través del riu Groc a l'oest, Jinzhong i la capital provincial de Taiyuan a l'est, Linfen al sud i Xinzhou al nord. Té una superfície total de 21.143 quilòmetres quadrats i una població total de 3.398.431 habitants segons el cens xinès del 2020, dels quals 456.355 vivien a l'àrea metropolitana del districte de Lishi.

## Administració
Lüliang té jurisdicció directa sobre 1 districte, 2 ciutats a nivell de comtat i 10 comtats.

## Clima
Lüliang té un clima continental influït pel monsó, que, segons la classificació climàtica de Köppen, es troba a la frontera entre els règims semiàrid (Köppen BSk) i continental humit (Dwa), i presenta una gran variació de temperatura diürna. Els hiverns són freds i molt secs, mentre que els estius són calorosos i lleugerament humits. La temperatura mitjana diària mensual oscil·la entre -7,0 °C al gener i 23,7 °C al juliol, mentre que la mitjana anual és de 9,5 °C. Prop de tres quartes parts de les precipitacions anuals es produeixen de juny a setembre.